# Tatjana Rodionowa (ur. 1956)
Tatjana Rodionowa ros. Татьяна Родионова (z domu Proskurjakowa [Проскурякова]; ur. 13 stycznia 1956) – radziecka lekkoatletka specjalizująca się w skoku w dal. 

## Sukcesy sportowe
| Rok  | Miasto   | Zawody                   | Konkurencja | Wynik         |
| ---- | -------- | ------------------------ | ----------- | ------------- |
| 1983 | Helsinki | Mistrzostwa świata       | skok w dal  | 4. miejsce    |
| 1985 | Paryż    | Światowe igrzyska halowe | skok w dal  | srebrny medal |

## Rekordy życiowe
- skok w dal – 7,04 – Kijów 25/08/1983
- skok w dal (hala) – 6,85 – Moskwa 01/03/1985